# Constant Cornelis Huijsmans
Constant Cornelis Huijsmans (Breda, 1º gennaio 1810 – L'Aia, 28 novembre 1886) è stato un pittore olandese, le cui origini risalgono al XVI secolo ad Anversa dal pittore paesaggista Cornelis Huysmans (1648–1727).
Le generazioni precedenti della famiglia Huijsmans erano solite trascrivere il loro cognome in modo leggermente diverso, vale a dire Huysmans.

## Infanzia e famiglia
Constant Cornelis Huijsmans nacque a Breda il 1º gennaio 1810. Non era solo un pittore, ma era anche il preside dell'Accademia d'arte di Breda e insegnante alla reale accademia militare (Koninklijke Militaire Academie). Era il figlio del pittore e chimico Jacobus Carolus Huijsmans e Maria Elisabeth Beens. Nel 1854 sposò Ludovica Francisca Kerstens (1823–1855), il cui padre era il proprietario di una fabbrica di birra a Breda. L'autore francese Joris-Karl Huysmans (Charles-Marie-Georges Huijsmans, 1848–1907) era suo nipote. In occasione della sua prima importante pubblicazione di una raccolta di poesie francesi, Huijsmans scrisse in una lettera datata 26 dicembre 1874 a suo nipote: «a proposito, il tuo nome in olandese è Joris-Karel Huijsmans... hai scritto [Jorris-Karl] che è tedesco».

## Formazione e primi lavori (1828-1840)
Huijsmans studiò all'Accademia reale di belle arti di Anversa e all'Accademia di belle arti di Parigi. Inizialmente si specializzò in paesaggi romantici, ma in seguito si dedicò a scene interne. Molti dei suoi quaderni di schizzi sono sopravvissuti e alcuni dei suoi primi dipinti sono noti. Nel 1835 tornò a casa perché suo padre stava diventando cieco. Essendo il maggiore di otto figli, si assunse il compito di sostenere finanziariamente la sua famiglia e di succedere a suo padre che era stato insegnante di arte presso l'Accademia d'arte e presso la reale accademia militare (Koninklijke Militaire Academie), entrambi situati a Breda. Nel 1838 Huijsmans divenne amico intimo di Pieter Johannes Veth (1814-1895), suo collega (fino al 1841) alla accademia militare. Veth divenne professore di etnologia delle Indie orientali olandesi all'università di Leida e primo presidente della Koninklijk Nederlandsch Aardrijkskundig Genootschap (reale società geografica olandese). Continuarono a scambiare corrispondenza fino alla morte di Huijsmans nel 1886. Huijsmans riuscì a combinare sia il suo lavoro di insegnante che la sua pittura e prese parte a varie mostre nazionali.

## Carriera nell'insegnamento dell'arte (1840–1879)
Huijsmans sviluppò due metodi di insegnamento dell'arte e li usò lui stesso nelle sue lezioni di arte. Anche alcune istituzioni come l'Accademia reale di belle arti (Rijksakademie van beeldende kunsten) di Amsterdam adottarono il suo approccio. Huijsmans è stato il primo nei Paesi Bassi a dedicarsi alla professionalizzazione della didattica riguardante l'arte. Il suo primo metodo di didattica venne chiamato Het landschap (Il Paesaggio), sviluppato e pubblicato nel 1840. Diventò un bestseller. Il commerciante d'arte Vincent van Gogh ("zio Cent", zio di Vincent van Gogh) aderì a questo nuovo metodo di insegnamento. Nel 1845 il re Guglielmo II dei Paesi Bassi acquistò il dipinto di Huijsmans "L'interno di una casa nel Brabante Settentrionale". Questo sembrò l'inizio del successo di Constant Huijsmans. Tuttavia, nel 1851 decise di abbandonare completamente la pittura e di concentrarsi sull'insegnamento. Nel 1852 Huijsmans sviluppò un secondo metodo di insegnamento Grondbeginselen der Teekenkunst, eene theoretische en practische Handleiding om het teekenen grondig te leeren (I principi dell'insegnamento, un Manuale teorico e pratico). Tra il 1853 e il 1872 pubblicò articoli su diverse riviste, come De Gids. Come risultato della mediazione dello statista e ministro olandese della firma liberale, Johan Rudolph Thorbecke, Huijsmans ottenne nel 1865 l'importante posizione di insegnante d'arte nel nuovo e prestigioso Willem II College di Tilburg, una scuola commissionata dallo stesso re Guglielmo II. La scuola fu ospitata nell'ex palazzo reale, ora municipio di Tilburg, ma nel 1934 si trasferì in una nuova sede.

## Vincent van Gogh
Durante gli anni di Huijsmans come insegnante d'arte presso il Willem II College di Tilburg, il pittore olandese Vincent van Gogh fu lo studente più famoso di Huijsman e dell'intera scuola tra il 15 settembre 1866 e il 19 marzo 1868. Van Gogh (1853-1890) era stato inizialmente insegnato a casa da sua madre e da una governante, e in seguito frequentò la scuola del villaggio a Groot-Zundert, nel Brabante Settentrionale. Nel 1864 fu mandato in un collegio a Zevenbergen, ma nel 1866 i suoi genitori decisero di inviarlo al nuovo e prestigioso Willem II College di Tilburg. Nel marzo del 1868 Van Gogh tornò improvvisamente a casa. Un disegno di due uomini con pale (1867) è sopravvissuto a questo periodo nella vita di Vincent van Gogh. Un anno dopo, nel luglio 1869, Van Gogh ottenne il suo primo lavoro presso un commerciante d'arte Goupil & Cie a L'Aia, attraverso la mediazione di suo zio Cent (Vincent van Gogh, 1820-1888), anch'esso commerciante d'arte a L'Aia. Huijsmans rimase un insegnante di arte al Willem II College fino al 1877.

## Ultimi anni e morte (1879–1886)
Nel 1879 Huijsmans si trasferì a L'Aia insieme a sua sorella Oda. Huijsmans morì a L'Aia il 28 novembre 1886 all'età di 76 anni.

## Biblioteca
Huijsmans aveva creato un'interessante biblioteca con opere come Leonardo da Vinci, Giorgio Vasari e Karel van Mander, oltre a sei libri di Jan Luyken e molte raccolte di poesie, per lo più francesi. Ci sono sei lettere da lui indirizzate al famoso traduttore olandese di William Shakespeare, Leendert Burgersdijk. Si conoscevano bene e Burgersdijk chiedeva regolarmente a Huijsmans commenti sulle traduzioni.